# فوكاشين توميتش
فوكاشين توميتش هو لاعب كرة قدم صربي في مركز الدفاع، ولد في 8 أبريل 1987 في كروشيفاتس في صربيا. لعب مع سبارتاك سوبتيتسا وملادوست لوتشاني ونابريداك كروشيفاتس ونادي طراز ونادي فلامورتاري فلوره ونادي ياغودينا ونادي يونيفيرسيتاتيا كرايوفا.

## وصلات خارجية
- فوكاشين توميتش على موقع قاعدة بيانات كرة القدم.إي يو (الإنجليزية)
- فوكاشين توميتش على موقع Soccerway.com (الإنجليزية)
- فوكاشين توميتش على موقع عالم كرة القدم.نت (الإنجليزية)